# دينغ يانيوهانغ
دينغ يانيوهانغ (بالصينية: 丁彦雨航) مواليد 20 أغسطس 1993 في سنجان، الصين، هو لاعب كرة سلة صيني. بدأ مسيرته الاحترافية في سنة 2011. يلعب مع شاندونغ غولدن ستارز في الرابطة الصينية لكرة السلة. يحمل الرقم 8. يبلغ طوله 6 قدم 7 بوصة (2.0 م). مثّل منتخب بلاده. شارك في دورة الألعاب الأولمبية الصيفية سنة 2016.

## روابط خارجية
- دينغ يانيوهانغ على موقع الاتحاد الدولي لكرة السلة (الإنجليزية)
- دينغ يانيوهانغ على موقع سبورتس رفرنس (الإنجليزية)
- دينغ يانيوهانغ على موقع كرة السلة الأوروبية.كوم (الإنجليزية)
- دينغ يانيوهانغ على موقع ريلجم (الإنجليزية)
- دينغ يانيوهانغ على موقع بروبوليرز (الإنجليزية)
- دينغ يانيوهانغ على موقع بروبوليرز (الإنجليزية)
- دينغ يانيوهانغ على موقع سبورتس رفرنس (الإنجليزية)
- دينغ يانيوهانغ على موقع سبورتس رفرنس (الإنجليزية)
- دينغ يانيوهانغ على موقع أوليمبيديا (الإنجليزية)
- دينغ يانيوهانغ على موقع اللجنة الأولمبية الصينية (الإنجليزية)